# Bobby Rhine
Bobby Rhine (Florissant, Misuri, Estados Unidos, 18 de abril de 1976 - Florida, Estados Unidos, 5 de septiembre de 2011) fue un futbolista estadounidense. Jugó de posición de delantero y su último club fue con el FC Dallas de la Major League Soccer. 

## Trayectoria
Desde sus inicios, Bobby Rhine desde 1994 y 1998 jugó por el equipo de la Universidad de Connecticut. En febrero de 1999, fue seleccionado en primera ronda por el Dallas Burn en el College Draft de la MLS. Durante su carrera por el Dallas Burn ha jugado en varias posiciones como centrocampista o en frente y en defensa en 2005. Su mejor año fue en la temporada 2002, marcando siete goles y seis asistencias y anotando un gol en playoffs. Durante en las ocho temporadas con el FC Dallas en temporada regular ha jugado 212 partidos y marcando 23 goles y 33 asistencias. En los años 1990 y 2000, se ha ido de préstamo a tres equipos en Milwaukee Rampage, Tennessee Rhythm y New Orleans Riverboat Gamblers. Mientras su último partido como jugador profesional fue en octubre de 2008 jugando ante Los Angeles Galaxy y dejando la actividad con futbolista a fines de temporada
El 5 de septiembre de 2011, falleció por un ataque al corazón a los 35 años cuando andaba con su familia de vacaciones en Florida.

## Clubes
| Club                                      | País           | Año         |
| ----------------------------------------- | -------------- | ----------- |
| FC Dallas                                 | Estados Unidos | 1999 - 2008 |
| Milwaukee Rampage (Préstamo)              | Estados Unidos | 1999        |
| New Orleans Riverboat Gamblers (Préstamo) | Estados Unidos | 1999        |
| Tennessee Rhythm (Préstamo)               | Estados Unidos | 2000        |